# Finn Gold Cup
VM i Finnjolle, ofte kaldet Finn Gold Cup (FGC), har været afholdt hvert år siden 1956. Danmark har en del gange været helt til tops, blandt andre med Paul Elvstrøm, Lasse Hjortnæs, Stig Westergaard, og Jonas Høgh-Christensen.
FGC er hele 9 gange blevet vundet af danskere, og dermed er Danmark det land, der har hevet flest førstepladser hjem.
FGC blev afholdt i Danmark i 1959 og kommer tilbage i 2009 i forbindelse med 50-års jubilæet for første FGC i Danmark og Sportens År i Danmark.
| År   | Guld                            | Sølv                              | Bronze                             | Værtsland                     | Bedste danske placering |
| ---- | ------------------------------- | --------------------------------- | ---------------------------------- | ----------------------------- | ----------------------- |
| 1956 | André Nelis, Belgien            | Paul Elvstrøm, Danmark            | Brian Roswell, Canada              | Burham, Storbritannien        | Nr. 2                   |
| 1957 | Jürgen Vogler, DDR              | Harald Bredo Eriksen, Norge       | André Nelis, Belgien               | Karlstad, Sverige             | Nr. 7                   |
| 1958 | Paul Elvstrøm, Danmark          | André Nelis, Belgien              | Adelchi Palaschiar, Italien        | Zeebrugge, Belgien            | Nr. 1                   |
| 1959 | Paul Elvstrøm, Danmark          | André Nelis, Belgien              | Pierre Poullain, Frankrig          | Hellerup, Danmark             | Nr. 1                   |
| 1960 | Vernon Stratton, Storbritannien | André Nelis, Belgien              | Desmond Stratton, Storbritannien   | Torquay, Storbritannien       | Nr. ?                   |
| 1961 | André Nelis, Belgien            | Hans Fogh, Danmark                | Fred Miller, USA                   | Travemünde, Vesttyskland      | Nr. 2                   |
| 1962 | Arne Akersson, Sverige          | Boris Jacobsson, Sverige          | André Nelis, Belgien               | Tønsberg, Norge               | Nr. 4                   |
| 1963 | Willi Kuhweide, Vesttyskland    | Boris Jacobsson, Sverige          | Hans Willems, Holland              | Medemblik, Holland            | Nr. 13                  |
| 1964 | Hubert Raudaschl, Østrig        | Hakan Kellner, Sverige            | Richard Creagh-Osborne, Canada     | Torquay, Storbritannien       | Nr. 6                   |
| 1965 | Jürgen Mier, DDR                | Bernd Dehmel, DDR                 | Richard Hart, Storbritannien       | Gdynia, Polen                 | Nr. 6                   |
| 1966 | Willi Kuhweide, Vesttyskland    | Jorg Bruder, Brasilien            | Bernhard Straubinger, Vesttyskland | La Baule, Frankrig            | Nr. 25                  |
| 1967 | Willi Kuhweide, Vesttyskland    | Valentin Mankin, Sovjetunionen    | Uwe Mares, Vesttyskland            | Hangö, Finland                | Nr. 19                  |
| 1968 | Henning Wind, Danmark           | Uwe Mares, Vesttyskland           | Jorg Bruder, Brasilien             | Whitestable, Storbritannien   | Nr. 1                   |
| 1969 | Thomas Lundqvist, Sverige       | Jorg Bruder, Brasilien            | Peter Barrett, USA                 | Hamilton, Bermuda             | Nr. 12                  |
| 1970 | Jorg Bruder, Brasilien          | Henry Spraque, USA                | Robert Andre, USA                  | Cascais, Portugal             | Nr. ?                   |
| 1971 | Jorg Bruder, Brasilien          | Carl van Duyne, USA               | Serge Maury, Frankrig              | Toronto, Canada               | Nr. 25                  |
| 1972 | Jorg Bruder, Brasilien          | John Bertrand, Australien         | Leonard Gustafsson, Sverige        | Anzio, Italien                | Nr. ?                   |
| 1973 | Serge Maury, Frankrig           | Magnus Olin, Sverige              | Guy Liljegren, Sverige             | Brest, Frankrig               | Nr. ?                   |
| 1974 | Henry Spraque, USA              | Guy Liljegren, Sverige            | Kent Carlsson, Sverige             | Long Beach, USA               | Nr. ?                   |
| 1975 | Magnus Olin, Sverige            | Hans Binkhorst, Holland           | Jonty Farmer, New Zealand          | Malmö, Sverige                | Nr. 27                  |
| 1976 | Chistopher Law, Storbritannien  | Jonty Farmer, New Zealand         | John Bertrand, Australien          | Brisbane, Australien          | Nr. ?                   |
| 1977 | Joaquín Blanco, Spanien         | José Luis Doreste, Spanien        | Claudio Biekarck, Spanien          | Palamos, Spanien              | Nr. ?                   |
| 1978 | John Bertrand, USA              | Joaquín Blanco, Spanien           | Carl Buchan, USA                   | Manzanillo, Mexico            | Nr. ?                   |
| 1979 | Cameron Lewis, USA              | John Bertrand, USA                | Mark Neeleman, Holland             | Weymouth, Storbritannien      | Nr. 20                  |
| 1980 | Cameron Lewis, USA              | John Bertrand, USA                | Lawrence Lernieux, Canada          | Auckland, New Zealand         | Nr. 9                   |
| 1981 | Wolfgang Gerz, Vesttyskland     | Lasse Hjortnæs, Danmark           | Miroslav Rychzik, Polen            | Gromitz, Vesttyskland         | Nr. 2                   |
| 1982 | Lasse Hjortnæs, Danmark         | Henryk Blaszka, Polen             | Buzz Reynolds, USA                 | Medemblik, Holland            | Nr. 1                   |
| 1983 | Paul van Cleve, USA             | Wolfgang Gerz, Vesttyskland       | Mark Neeleman, Holland             | Milwaukee, USA                | Nr. 7                   |
| 1984 | Lasse Hjortnæs, Danmark         | Terry Neilson, Canada             | Jørgen Lindhardtsen, Danmark       | Anzio, Italien                | Nr. 1                   |
| 1985 | Lasse Hjortnæs, Danmark         | Olef Zhoperskiy, Sovjetunionen    | Ingvar Bengtsson, Sverige          | Marstrand, Sverige            | Nr. 1                   |
| 1986 | Stig Westergaard, Danmark       | Brian Ledbetter, USA              | José Luis Doreste, Spanien         | El Arenal, Spanien            | Nr. 1                   |
| 1987 | José Luis Doreste, Spanien      | Lasse Hjortnæs, Danmark           | Brian Ledbetter, USA               | Kiel, Vesttyskland            | Nr. 2                   |
| 1988 | Thomas Schmid, Vesttyskland     | Roy Heiner, Holland               | Gordon Anderson, Canada            | Ilha Bela, Brasilien          | Nr. 5                   |
| 1989 | Stig Westergaard, Danmark       | Eric Mergenthaler, Mexico         | Oleg Zhoperskiy, Sovjetunionen     | Alassio, Italien              | Nr. 1                   |
| 1990 | Hank Lammens, Canada            | Lawrence Lernieux, Canada         | Eric Mergenthaler, Mexico          | Porto Carras, Grækenland      | Nr. 4                   |
| 1991 | Hank Lammens, Canada            | Brian Ledbetter, USA              | Oleg Zhoperskiy, Sovjetunionen     | Kingston, Canada              | Nr. 6                   |
| 1992 | Eric Mergenthaler, Mexico       | Glen Bourke, Australien           | Hans Spitzauer, Østrig             | Cádiz, Spanien                | Nr. 8                   |
| 1993 | Philippe Presti, Frankrig       | Fredrik Lööf, Sverige             | Richard Clerke, Canada             | Bangor, Wales, Storbritannien | Nr. 9                   |
| 1994 | Fredrik Lööf, Sverige           | Hank Lammens, Canada              | José van der Ploeg, Spanien        | Parnu, Estland                | Nr. ?                   |
| 1995 | Hans Spitzauer, Østrig          | Fredrik Lööf, Sverige             | Philippe Presti, Frankrig          | Melbourne, Australien         | Nr. ?                   |
| 1996 | Philippe Presti, Frankrig       | Fredrik Lööf, Sverige             | Hans Spitzauer, Østrig             | La Rochelle, Frankrig         | Nr. ?                   |
| 1997 | Fredrik Lööf, Sverige           | Luca Devoti, Italien              | Xavier Rohart, Frankrig            | Gdańsk, Polen                 | Nr. ?                   |
| 1998 | Mateusz Kusznierewicz, Polen    | Fredrik Lööf, Sverige             | Sébastien Godefroid, Belgien       | Athen, Grækenland             | Nr. 33                  |
| 1999 | Fredrik Lööf, Sverige           | Mateusz Kusznierewicz, Polen      | Richard Clarke, Canada             | Melbourne, Australien         | Nr. 45                  |
| 2000 | Mateusz Kusznierewicz, Polen    | Sébastien Godefroid, Belgien      | Emilios Papathanasiou, Grækenland  | Weymouth, Storbritannien      | Nr. 23                  |
| 2001 | Sébastien Godefroid, Belgien    | Mateusz Kusznierewicz, Polen      | Emilios Papathanasiou, Grækenland  | Marblehead, USA               | Nr. 26                  |
| 2002 | Ben Ainslie, Storbritannien     | Mateusz Kusznierewicz, Polen      | Emilios Papathanasiou, Grækenland  | Pireas, Grækenland            | Nr. 22                  |
| 2003 | Ben Ainslie, Storbritannien     | Rafael Trujilo, Spanien           | Andrew Simpson, Storbritannien     | Cádiz, Spanien                | Nr. 4                   |
| 2004 | Ben Ainslie, Storbritannien     | Richard Clarke, Canada            | David Burrows, Irland              | Rio de Janeiro, Brasilien     | Nr. 10                  |
| 2005 | Ben Ainslie, Storbritannien     | Emilios Papathanasiou, Grækenland | Christopher Cook, Canada           | Moskva, Rusland               | Nr. 12                  |
| 2006 | Jonas Høgh-Christensen, Danmark | Emilios Papathanasiou, Grækenland | Edward Wright, Storbritannien      | Split, Kroatien               | Nr. 1                   |
| 2007 | Rafael Trujillo, Spanien        | Pieter Jan Postma, Holland        | Gasper Vincec, Slovenien           | Cascais, Portugal             | Nr. 4                   |
| 2008 |                                 |                                   |                                    | Melbourne, Australien         |                         |
| 2009 |                                 |                                   |                                    | Vallensbæk, Danmark           |                         |
http://www.fgc-2009.com Arkiveret 31. oktober 2020 hos  Wayback Machine (Danmark)